# Candido-Identität

Geometrische Deutung der Candido-Identität für aufeinander Fibonacci-Zahlen. Die weiße Fläche entspricht der grauen Fläche und beide jeweils genau der halben Fläche des äußeren Quadrats.

Die Candido-Identität, benannt nach dem italienischen Mathematiker Giacomo Candido (1871–1941), ist eine Identität für reelle Zahlen. Sie besagt, dass für zwei beliebige reelle Zahlen {\displaystyle x} und {\displaystyle y} die folgende Gleichung gilt:
{\displaystyle \left[x^{2}+y^{2}+(x+y)^{2}\right]^{2}=2[x^{4}+y^{4}+(x+y)^{4}]}
Die Identität ist nicht auf reelle Zahlen beschränkt, sondern gilt auch in jedem kommunativen Ring.
Candido stellte die Identität auf, um sie zum Beweis der folgenden Identität für Fibonacci-Zahlen zu verwenden:
{\displaystyle (f_{n}^{2}+f_{n+1}^{2}+f_{n+2}^{2})^{2}=2(f_{n}^{4}+f_{n+1}^{4}+f_{n+2}^{4})}

## Beweis
Einen algebraischen Beweis der Identität erhält man durch vollständiges Ausmultiplizieren der beiden Gleichungsseiten. Die Gleichung lässt sich aber auch geometrisch deuten und besagt dann, dass die Fläche eines Quadrates mit der Seitenlänge {\displaystyle x^{2}+y^{2}+(x+y)^{2}} der doppelten Summe der Flächen der Quadrate mit den Seitenlängen {\displaystyle x^{2}}, {\displaystyle y^{2}} und {\displaystyle (x+y)^{2}} entspricht. Diese geometrische Deutung ermöglicht dann den folgenden auf Roger B. Nelson zurückgehenden Beweis:

Die (weißen) Quadrate mit den Seitenlängen und treten direkt doppelt auf und die farbigen Flächen entsprechen der Fläche des (weißen) Quadrates mit der Seitenlänge ,. somit ist die doppelte Summe der Flächen der drei Quadrate gleich der Fläche des äußeren Quadrats.